# Адениум многоцветковый
Адениум многоцветковый (лат. Adenium multiflorum) является разновидностью лат. Adenium obesum. Ареал — восточное побережье Южной Африки, на западных и южных границах Мозамбика. В декоративном садоводстве легко образует гибриды с лат. Adenium obesum.
Растение представляет собой высокий кустарник с одним толстым стволом[прояснить]. В период роста в течение нескольких лет имеет прикорневое утолщение — овальный каудекс, который у взрослых растений пропадает через 4-5 лет. Цветет лат. Adenium multiflorum 2-4 месяца в зимнее время (в холодную и сухую погоду), когда крупные и очень широкие листья опадают и прекращается рост. Цветки 6-7 см в диаметре, лепестки белые с чёткой красной каймой по краю.